# Техногенез

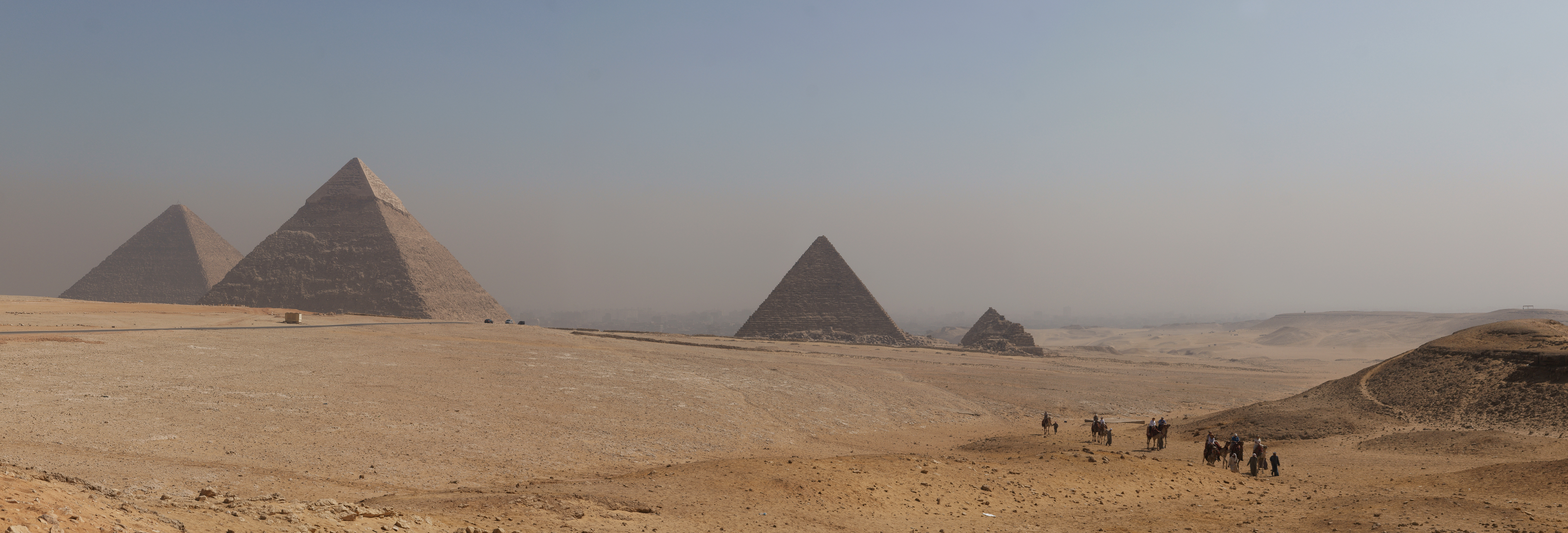
Строительный техногенез, Египет

Техногенез (Антропизация, Техноген) — изменение ландшафтов под воздействием производственной и сельско-хозяйственной деятельности человека. Преобразование биосферы, вызываемом совокупностью механических, геохимических и геофизических процессов.

## Этимология
Термин техногенез происходит от др.-греч. techne — техническое и др.-греч. genesis — происхождение.
Академик В. В. Меннер развивал представление о четвертичном геологическом периоде, как о преддверии крупного этапа в развитии земли новой эры — техногена.

## Описание

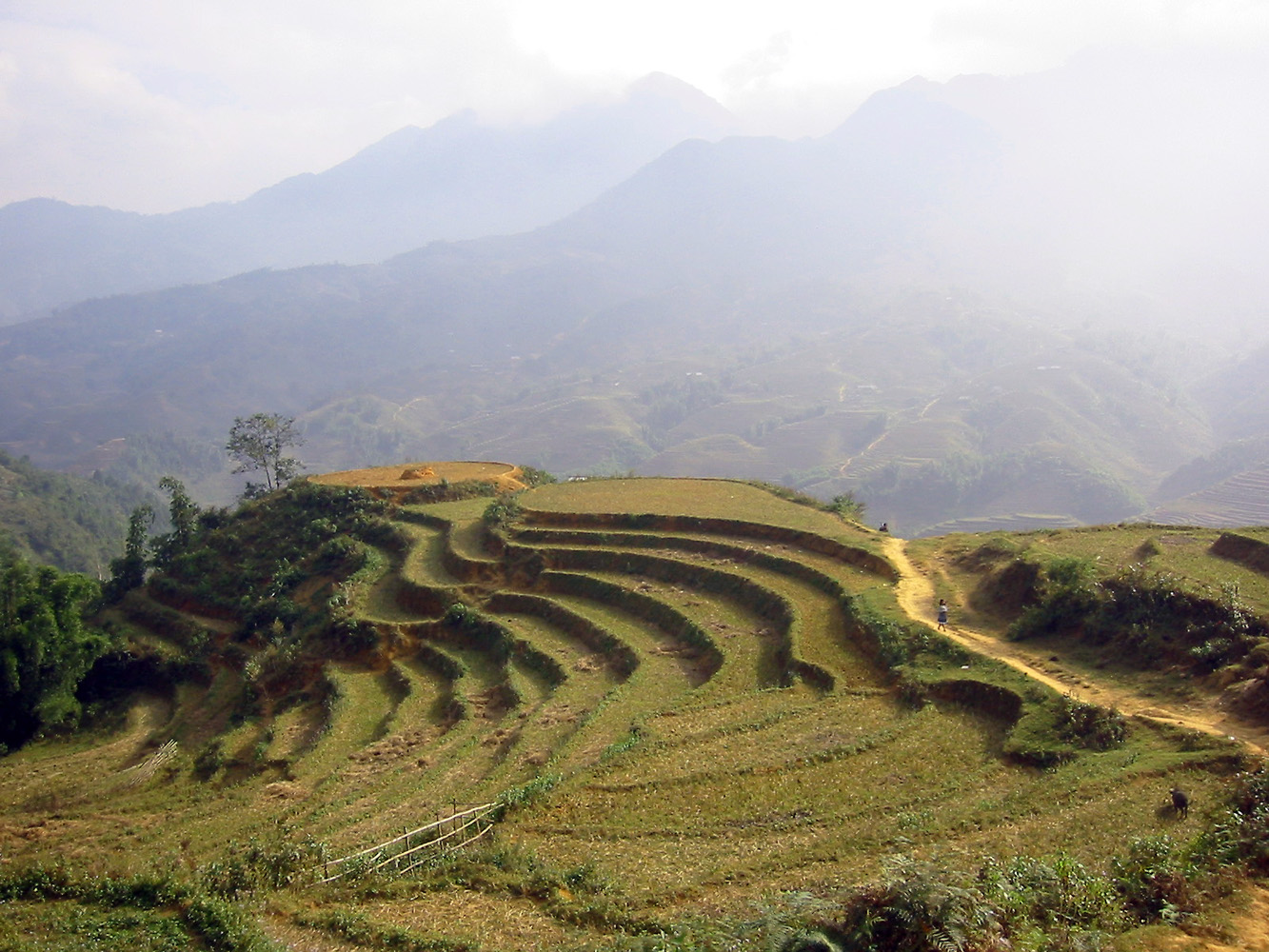
Аграрный техногенез, Вьетнам

Прямое техногенное воздействие на природную среду осуществляется хозяйственными объектами и системами при непосредственном контакте с ней в процессе природопользования или сбрасывания в неё отходов. Территориально зоны ПC практически совпадают с зонами действия соответствующих хозяйственных систем. Состав природных компонентов, подверженных прямому воздействию включает в себя в различных сочетаниях воздух атмосферы, биоту и почвенный покров, подземные и поверхности воды, литологический фундамент, сюда же можно отнести и рельеф. Особенно значительные изменения природных комплексов происходит вследствие техногенных трансформаций рельефа, который всегда влечёт за собой снятие или погребение растительности и почвенного покрова. Трансформация рельефа вызывает также изменения положения поверхности относительно уровня грунтовых вод и формирования новых базисов денудации.
КВ проявляется в результате «ной реакции», вызванной ПВ, и обуславливается естественными связями и взаимодействиями между элементами и компонентами ландшафта, иначе говоря континуальный географической оболочки и свойственными ей горизонтальными вещественно-энергетическими связями.
Проявление КВ сводится к следующим основным группам: изменение водного режима, нарушение поверхности (оползни, просадки, обвалы, осыпи), изменение скорости направления процессов рельефообразования, изменение процессов почвообразования, загрязнение атмосферы, почвы, поверхностных и подземных вод продуктами дефляции отвалов; изменение микроклимата, изменение условий существования и развития биологического мира.